# Ecnomus samouensis
Ecnomus samouensis is een schietmot uit de familie Ecnomidae. De soort komt voor in het Afrotropisch gebied.